# 苏维埃革命历法
苏维埃革命历法 是前苏联从1929年到1940年使用的历法。
十月革命后，列宁就发布命令，将历法从旧俄国坚持的儒略历改为公历格里历，也就是1918年从2月1日直接跳到2月13日。

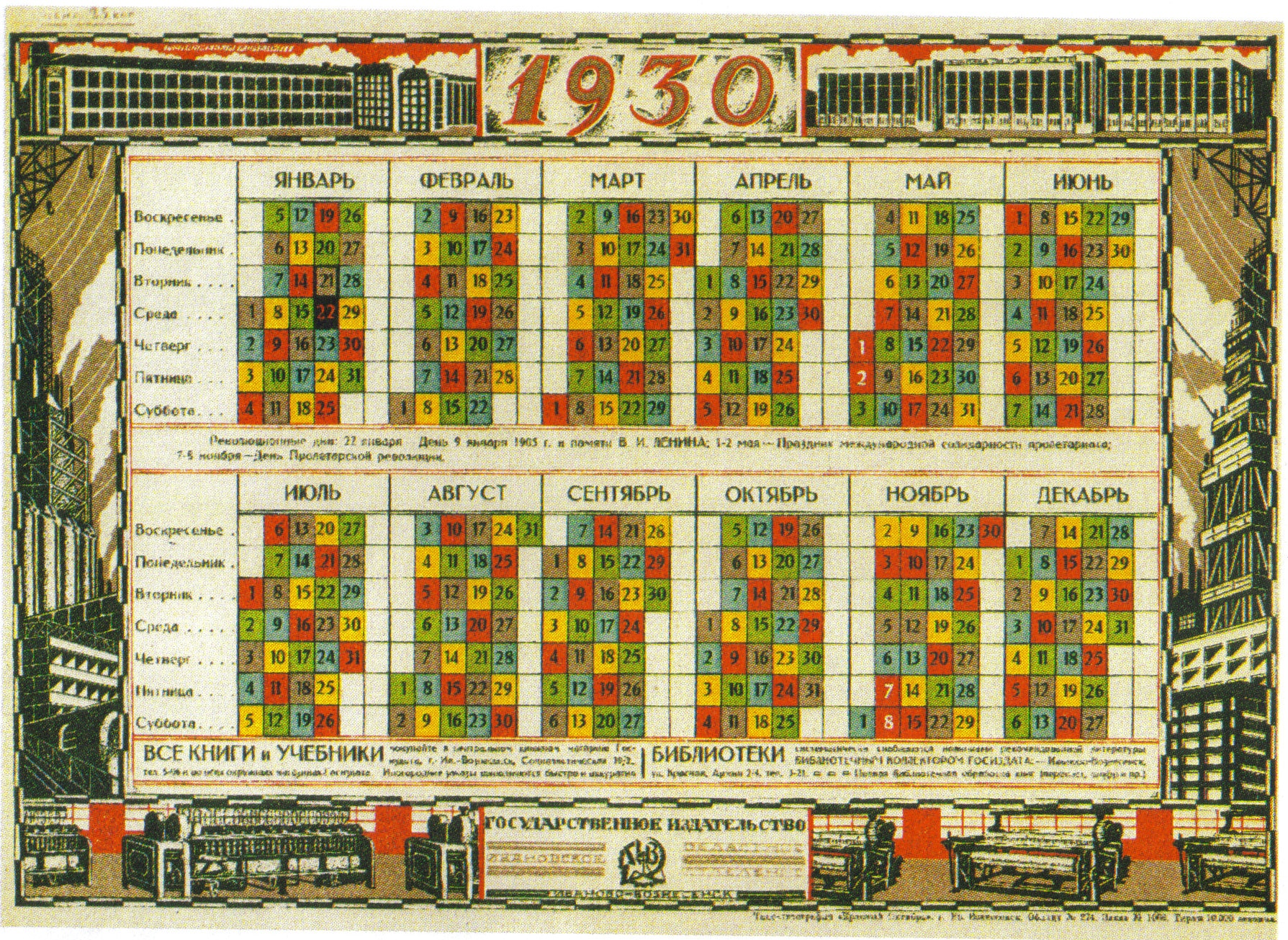
1930年蘇曆（5天一周）

从1929年10月1日开始，和法国大革命历法相似，为了去除宗教的影响，苏联改革格里历，采纳新的苏联历法。新的历法每月都是30天，再在中间插入5天，不属于任何月，也不属于任何周。这5天是： 
- 1月30日后加一天，为列宁日（День Ленина）；
- 4月30日后加两天，为劳动节（Дни труда）；
- 11月7日十月革命纪念日后加两天；
- 闰年时在2月30日后加一天。

同时废除7天一周，改为5天一周（俄語：Пятидневка），不设星期日，用黄、粉、红、紫、绿五种颜色代表，将所有工作人员分成五组，大家轮休，平均每人每周休息一天。
这种历法虽然工人休息的时间增加了，但缺点是一个家庭的成员不能在同一天休息，也没有公众假日，所以也没有大部分人能参加的公众假日活动。 
从1931年12月1日起，苏联恢复了格里历，但不恢复格里历的周划分法，仍然按照5日一周，但在每月的第6、12、18、24、30日增加一次全民休息日，变成6日一周（俄語：Шестидневка），第31日不包括在周内，有时是工作日，有时是休息日。

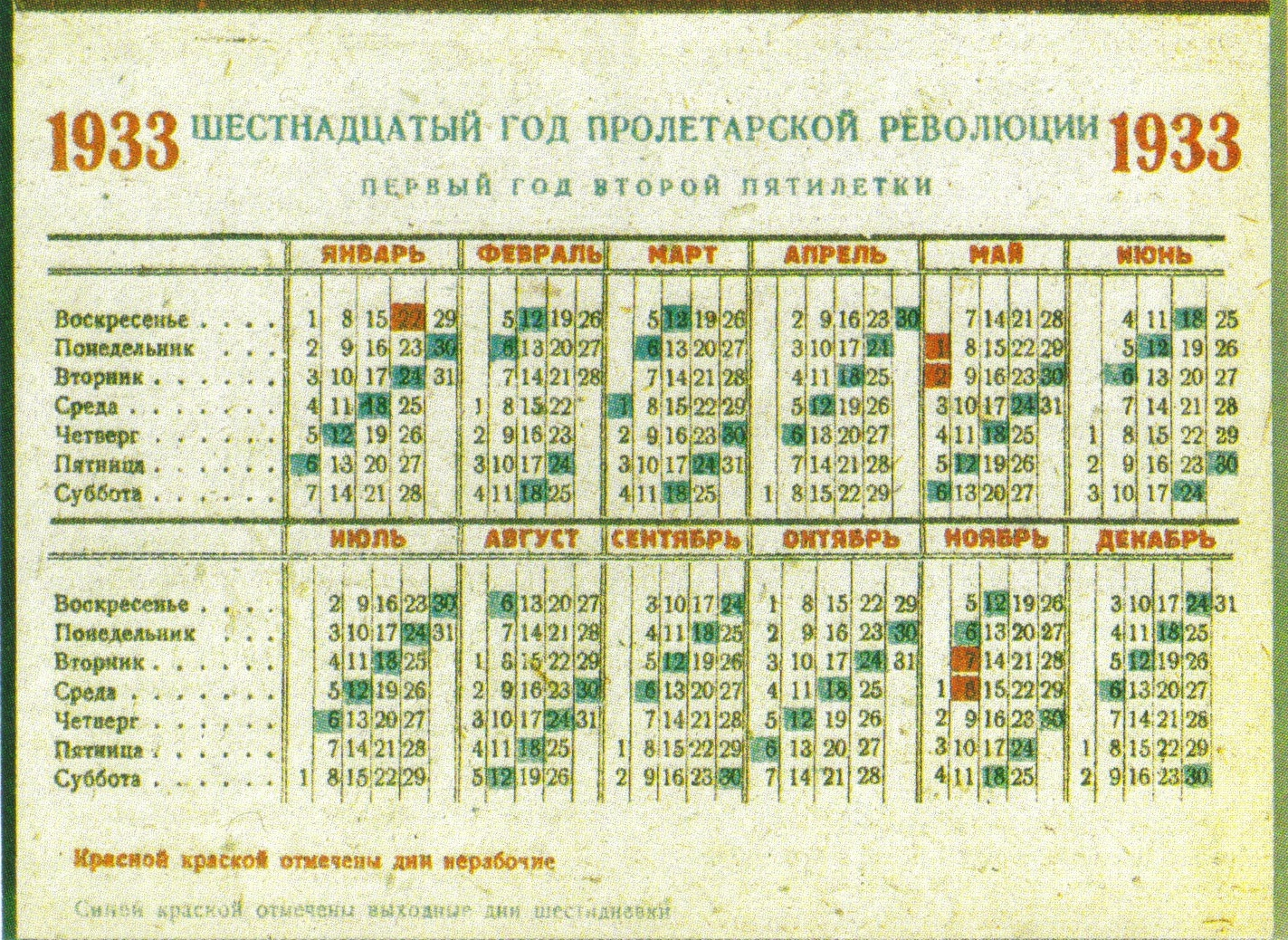
1933年蘇曆（6天一周）

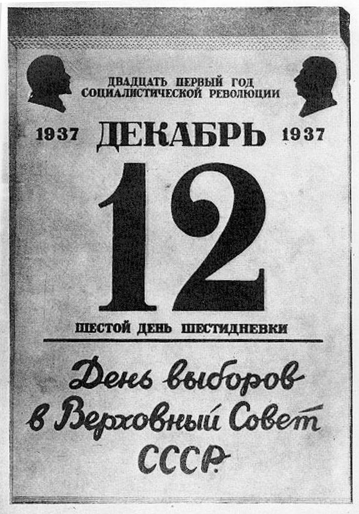
蘇曆（俄語，從上而下譯）：
社會主義革命第21年
1937年12月12日
六日週的第六天
—————————
苏联最高苏维埃選舉日

由于这种历法容易造成混乱，有时在格里历星期日有人也休息，所以从1940年开始，重新恢复格里历的周计算法，苏维埃历法正式全部废除。

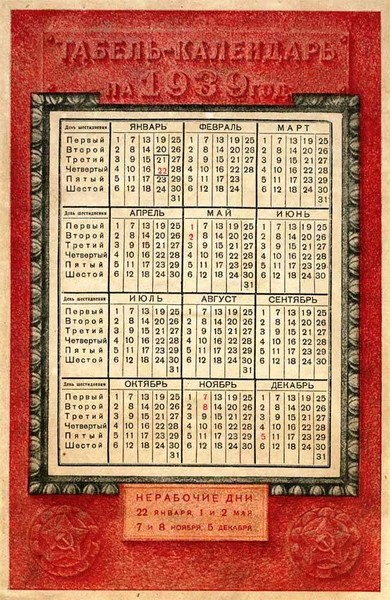
1939年蘇曆（6天一周）